# Abbaye Saint-Pierre-ès-Liens
Pour les articles homonymes, voir Abbaye Saint-Pierre et Église Saint-Pierre-ès-Liens.
L'abbaye Saint-Pierre-ès-Liens est un ancien monastère situé à Tourtoirac, dans le département français de la Dordogne, en France
L'église abbatiale est une des rares églises du Périgord ayant un plan "en trèfle" des absides autour de la croisée du transept. Ce plan se retrouve à l'église de Montagrier.

## Présentation
La ville de Tourtoirac est située dans la vallée de l'Auvézère dans une zone de rétrécissement de la vallée permettant le franchissement de la rivière.
Les vestiges de l'abbaye montrent ce que pouvait être un enclos monastique au Moyen Âge. On trouve, en plus de l'église abbatiale, deux tours, une salle capitulaire et une chapelle qui sont de l'époque romane. On peut aussi voir le logis abbatial du XVIIe siècle.
Pourtant située dans le diocèse de Périgueux, cette abbaye a, dès son origine, été soumise à l'influence limousine par son rattachement à l'abbaye Saint-Pierre d'Uzerche.

## Historique
Les débuts de l'histoire de l'abbaye sont connus grâce à un texte du prieur de Vigeois, Geoffroy du Breuil, qui écrit que le vicomte Guier de Limoges (988-1025) avait fondé l'abbaye de Tourtoirac. Par une charte datée de 1025, il avait placé cette abbaye sous la direction de Richard, abbé de Saint-Pierre d'Uzerche qui y avait établi la règle bénédictine. On peut donc en déduire que l'abbaye a été fondée pendant l'abbatiat de Richard, entre 1003 et 1025. La charte indique que Richard institua comme abbé de Tourtoirac, Étienne, doyen de l'abbaye d'Uzerche.
La nouvelle abbaye a été dotée par le vicomte, sa femme Emma, et ses enfants Adémar et Pierre et leurs épouses. La charte cite trois églises : Saint-Hilaire près de Tourtoirac, Sainte-Trie avec une villa de Alpoi et Saint-Martin de Granges d'Ans avec ses vignes, bois, champs et dépendances. À ces églises s'ajoutent des manses et des villas. La disparition du cartulaire de Tourtoirac ne permet pas de préciser d'autres donations d'églises.
Contre ses donations importantes, le vicomte impose une messe générale par semaine pour la famille vicomtale, la récitation d'un psaume à chaque heure canoniale et la nourriture quotidienne d'un pauvre.
L'église abbatiale est construite dans le dernier tiers du XIe siècle ou au début du XIIe siècle. Son plan en triconque est original. Il rappelle celui de l'église Sainte-Marie d'Aubiac.
En 1114, Gui, abbé de Tourtoirac, est présent à la fondation de l'abbaye de Dalon. Des accords ont existé entre les deux abbayes.
En 1120, le pape Calixte II confirme à l'abbé Gui de Tourtoirac toutes les possessions territoriales du monastère et le place sous la protection du Saint-Siège. Ce texte permet d'avoir la liste des biens de l'abbaye :
- l'église Saint-Martin de Granges d'Ans,
- L'église de La Chapelle-Saint-Jean,
- l'église de Sainte-Trie,
- la chapelle du château de Fialeix,
- la chapelle de Saint-Raphaël et son cimetière,
- l'église Saint-Jean de Valentin,
- l'église Saint-Raphaël de Casteljaloux et ses cimetières,
- la chapelle des Saints-Médard-et-Magnus d'Excideuil,
- l'église Saint-Saturnin de Mayac,
- l'église Saint-Christophe de Savignac-les-Églises,
- l'église Saint-Michel de la Pendude,
- l'église de Sainte-Eulalie d'Ans,
- l'église Saint-Martin de la Boissière d'Ans,
- l'église de Saint-Pantaly d'Ans,
- l'église de Saint-Barthélemy de Bauzens,
- l'église Saint-Pierre de Bars,
- l'église de Sarliat.

La bulle permet de voir l'importance des biens de l'abbaye au XIIe siècle dans le pays d'Ans autour de Hautefort. On constate aussi l'accroissement des biens de l'abbaye depuis cent ans. La plupart de ces églises ont été des prieurés. Par ailleurs elle lui donne le droit d'élire librement son abbé, sans avoir à accepter leur abbé de l'abbaye d'Uzerche sans avoir été consultée, mais elle n'enlève pas la dépendance de Tourtoirac vis-à-vis d'Uzerche. L'abbé doit prêter un serment d'obéissance à l'abbé d'Uzerche. En contrepartie, les moines de Tourtoirac doivent payer chaque année une pièce d'or au Saint-Siège.
Hélie est abbé de Tourtoirac entre 1135 et 1149. On retrouve un Hélie, abbé de Tourtoirac, qui donne la terre de Chasetas à l'abbé de Dalon contre rémunération annuelle.
Par ailleurs, un abbé dénommé Hélie de Comarque semble s'être opposé à l'abbé d'Uzerche. L'évêque de Périgueux, Jean Ier d'Assida, et ses archidiacres, Guillaume Jourdain, Étienne de Sales et Elie de Mareuil, interviennent dans l'affaire. Ils ordonnent à l'abbé de Tourtoirac d'aller prêter serment auprès de Pierre Mathieu, abbé d'Uzerche, cérémonie qui a eu lieu devant l'évêque de Limoges, Gérald du Cher ou Géraud.
Vers 1180, la chronique de Vigeois écrit : 

"L'esprit de vertige s'est glissé dans cœur d'un grand nombre des nôtres et les pousse à faire des schismes dans leur élection au point que les moines de Tourtoirac ont aujourd'hui quatre abbés encore vivants qui sont Hélie, Artaud, Geoffroy et Foucauld".
Artaud, abbé de Tourtoirac, assiste à la messe célébrée par Thibaud, abbé de Cluny, à l'abbatiale Saint-Martial de Limoges, le 30 juin 1182.
En 1186 et 1196, un Hélie de Comarque apparaît comme moine dans quelques actes. Geoffroi succède à Artaud. Foucauld traite au sujet de terres de Tourtoirac avec l'abbé de Dalon en 1190. On retrouve un Geoffroi en 1203.
En 1219, Guillaume, abbé de Tourtoirac, est témoin d'une donation faite à l'abbaye de Dalon par Arnaud de la Roca. En 1240, il est choisi par le pape pour régler un différend entre l'abbé de Sarlat, Géraud de Vals, et les habitants de la ville.
On retrouve un abbé Guillaume en 1245, 1249, 1255 et 1256, puis un abbé Bertrand en 1275, un abbé Olivier est cité en 1288.
À cette époque, l'abbaye est prospère. L'ancienne pancarte de l'évêché de Périgueux précise qu'elle a 400 livres tournois de revenus annuels et l'abbaye comprend 34 moines. C'est à la fin du XIIe siècle qu'a été construite la nef.
En 1293, l'abbé est Adémar de Neuville. En 1303 il donne son accord au procès que Philippe le Bel veut intenter au pape Boniface VIII.
Entre le 17 et le 21 octobre 1304, l'archevêque de Bordeaux, Bertrand de Got, fait sa visite canonique de l'abbaye.
Le pape Clément V, ancien archevêque de Bordeaux, écrivit le 2 mars 1307 à l'abbé de Saint-Ferme pour enquêter sur les actes d'Adémar de Neuville, accusé de dilapidation des biens, d'inceste, de sacrilège et d'autres crimes dits "énormes". Adémar fut probablement déposé au terme de cette procédure, à moins qu'il ait lui-même donné sa démission.
En 1308, Raymond, le nouvel abbé de Tourtoirac, fut à son tour accusé devant Clément V de "crimes et défauts" par l'un des moines de l'abbaye, dénommé Jean de Chanteyrac. Le pape, cependant, rejeta les accusations et imposa "silence perpétuel" au moine Jean, tout en recommandant à l'abbé Raymond de rendre à ce dernier la grange de Malmont, dont il avait été privé. Le 2 mai 1308, par ailleurs, l'abbé Raymond, qui se trouvait alors à la Curie (probablement pour se défendre contre les accusations avancées par Jean de Chanteyrac) donna procuration au cardinal Pierre de Chapelle pour le représenter lors de l'assemblée générale réunie à Tours par le roi Philippe le Bel pour dénoncer les crimes des Templiers.
Lui succède Hélie du Cheyron. Il a dû démissionner à cause de la pauvreté de l'abbaye. Puis en 1323, l'abbé est Bertrand qui essaie d'améliorer la situation matérielle en demandant au pape l'annexion des revenus du prieuré du Mureau. L'affaire dura à cause du décès de l'évêque de Limoges, Gérard Roger en 1324. La procédure est reprise par son successeur, Hélie de Talleyrand. L'accord du chapitre de la cathédrale est donné en 1327 mais celui du Saint-Siège en 1354.
En 1363, les religieux de Tourtoirac élisent comme abbé le prieur de Bars, Jourdain. Il meurt en 1371. Lui succède Pierre qui s'acquitte de ses taxes en cour papale. Il décède en 1395. Le pape Benoît XIII nomme alors Guillaume Aubergier, moine profès de l'abbaye de La Chaise-Dieu, abbé de Tourtoirac le 4 septembre 1395.
En 1400, l'abbé Guillaume est décédé. On trouve un abbé du nom de Pasteur. Il rend hommage au vicomte de Limoges en 1408. On trouve ensuite un abbé Pierre (ou Étienne) Vigier. Il est accusé par Geoffroi de Pompadour de différents crimes. Il est excommunié mais continue à célébrer la messe. Le 13 mars 1455, le pape Calixte III écrit à l'abbé Geoffroy de Vigeois pour enquêter sur la conduite de l'abbé. L'abbaye va payer 3000 livres tournois à la famille de Pompadour. L'abbé Pierre Vigier doit se démettre de sa charge en 1461 en faveur de Frenon Hélie de Colonges. Le pape Pie II autorise l'échange par lettre du 23 mars 1461. Il cumule l'abbaye de Tourtoirac avec celle de Dalon. En 1465, il reste 16 moines.
En 1489, le roi Louis XI nomme abbé commendataire de Tourtoirac Jean Hélie de Colonges qui est licencié en droit, protonotaire apostolique, prieur de Bussière-Badil et de Montbron, chanoine de Limoges et d'Angoulême, abbé commendataire de Dalon. Il va faire des testaments le 4 septembre 1530 et le 16 avril 1534 dans lesquels il fait des legs pieux mis n'oublie pas ses six enfants naturels. Il semble qu'il ne soit plus abbé de Tourtoirac en 1513 car on trouve des actes à cette date avec l'abbé Raymond de Beaumont.
En 1541, Pierre de Sédière est abbé de Tourtoirac. Il doit vendre le 2 janvier 1569  une partie du temporel de l'abbaye pour payer une somme réclamée par le roi. Il se démet en 1570 en faveur de Pierre Orlac. Cependant on trouve aussi une lettre de 1569 du roi Henri III nommant François de Bourdeille comme abbé.
Les guerres de religion vont finir de ruiner l'abbaye. Les moines sont dispersés.
En 1635 un essai de reprise de l'abbaye par la congrégation cistercienne réformée des Feuillants échoue. Il reste "un procès-verbal de l'estat des lieux réguliers" dressé par dom Nicolas de Saint-Bernard en 1651 où il est écrit qu'aucun bâtiment n'est plus habitable.
Seuls vont rester les abbés commendataires pour recevoir les modestes bénéfices. Bernard de Jay est abbé commendataire en 1639. Il y a ensuite un abbé nommé Pierre de Jay qui meurt en 1708 et est enterré dans l'église. Lui succède Jean de Vincenot qui décède à Périgueux le 3 septembre 1719. Puis on trouve Philippe d'Hautefort de Bruzac qui meurt en 1728 dans le château abbatial. François de Moncheuil est nommé abbé en juin 1728, mais il meurt en 1730 à l'âge de 23 ans.
Vient ensuite Pierre de Beaupoil de Saint-Aulaire qui est déjà chanoine de Saint-Front, grand archidiacre et vicaire général du diocèse de Périgueux. Il entreprend la construction du nouveau logis abbatial. Il est nommé évêque de Tarbes en 1740 mais conserve l'abbaye de Tourtoirac jusqu'à sa mort en 1751. Son frère, Marc Antoine Beaupoil de Saint-Aulaire est nommé abbé de Tourtoirac le 4 avril 1751. Il décède en 1774. Lui succède Marc Antoine de Rayet du Paty, ou de Paty-Luziès. Il est choisi en 1772 comme député de la province de Bordeaux pour l'Assemblée Générale du Clergé. En 1789, il participe à l'assemblée électorale du clergé du Périgord. On perd sa trace pendant la Révolution.
En 1844, on signale que deux chapelles sont écroulées, la chapelle latérale de gauche et celle de l'abside. Des travaux de soutènement des murs sont faits en 1848-1849.
Les descriptions de la nef faites en 1885 la montrent à vaisseau unique plus étroit, moins haute et non voûtée.
La demande de protection de l'église faite en 1894 échoue. La commune engage seule les travaux nécessaires. Ils sont entrepris entre 1896 et 1906 et ne concernent que la nef qui est entièrement reconstruite après un effondrement. Le surcoût des travaux va conduire à abandonner le projet de reconstruction de la chapelle axiale.
L'église est partiellement protégée en 1939. Cette protection est étendue en 1960.
Les chapiteaux de la salle capitulaire ont été remis à jour par l'abbé de Chadois en 1959. Leur style a permis de les attribuer au sculpteur des chapiteaux de l'église Saint-Robert. En 1995-1996, les deux absidioles du chevet sont restaurées.

## Protection
L'abbaye est partiellement classée monument historique par arrêté du 18 mai 1960 (La croisée du transept et les deux croisillons en cul-de-four ; la chapelle romane ; la salle capitulaire) et également inscrite par arrêté du 22 février 2012 (L'église abbatiale, le presbytère, le mur d'enceinte, le four et l'ensemble des bâtiments et murs, et en façade et toiture, le logis abbatial et les dépendances nord ainsi que certains sols).

## Galerie de photos

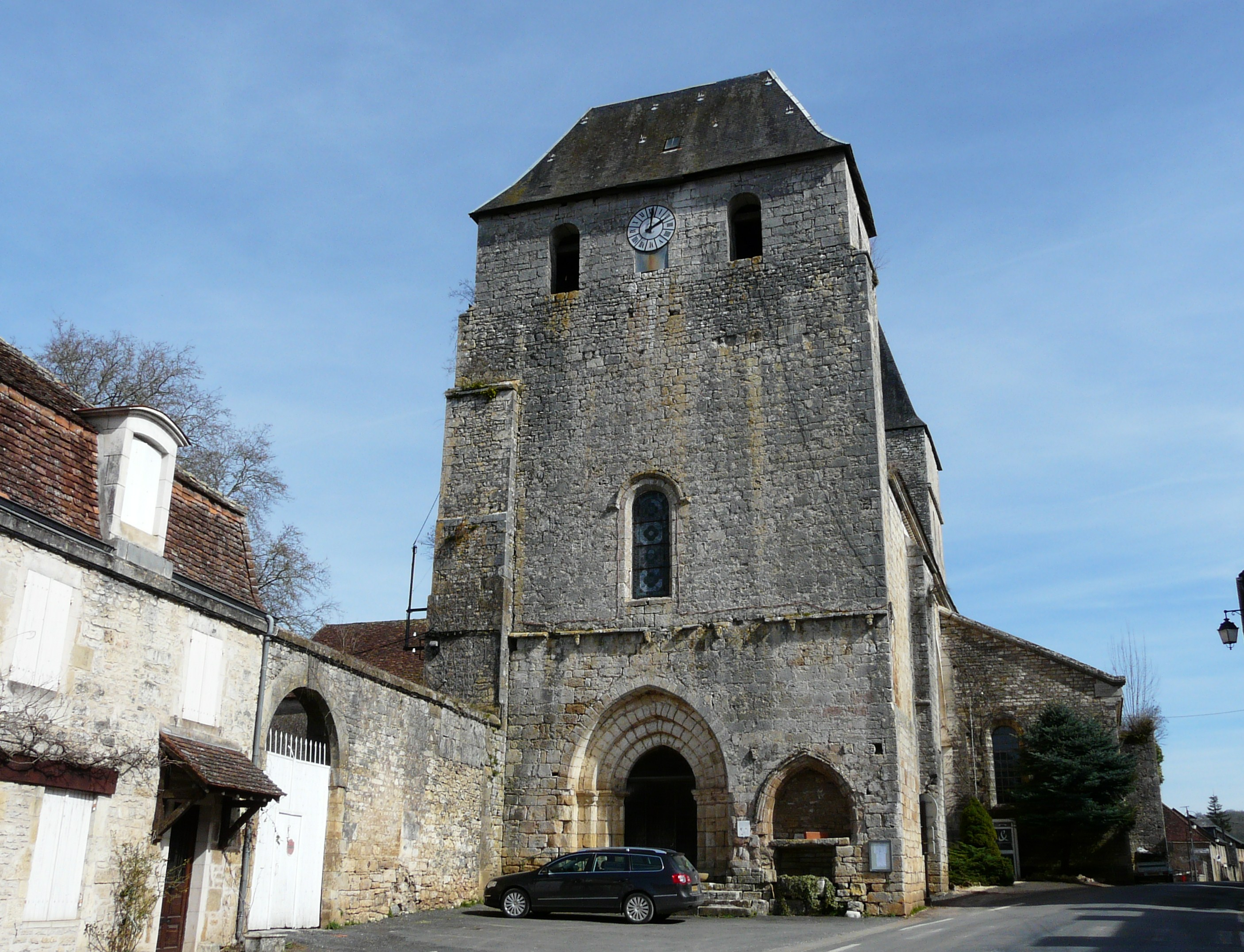
Le clocher et la façade ouest de l'abbaye bénédictine.
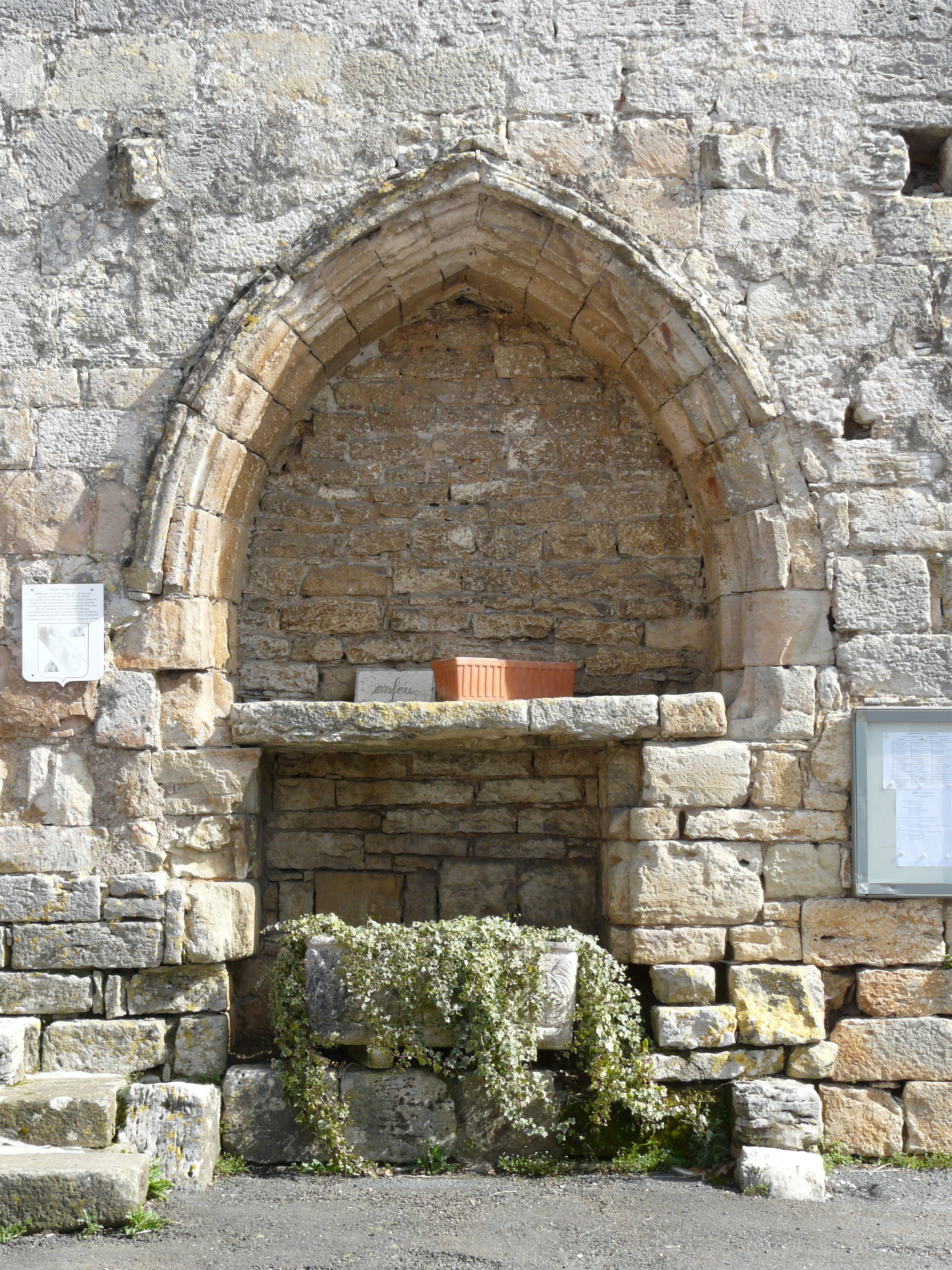
L'enfeu de la façade ouest.
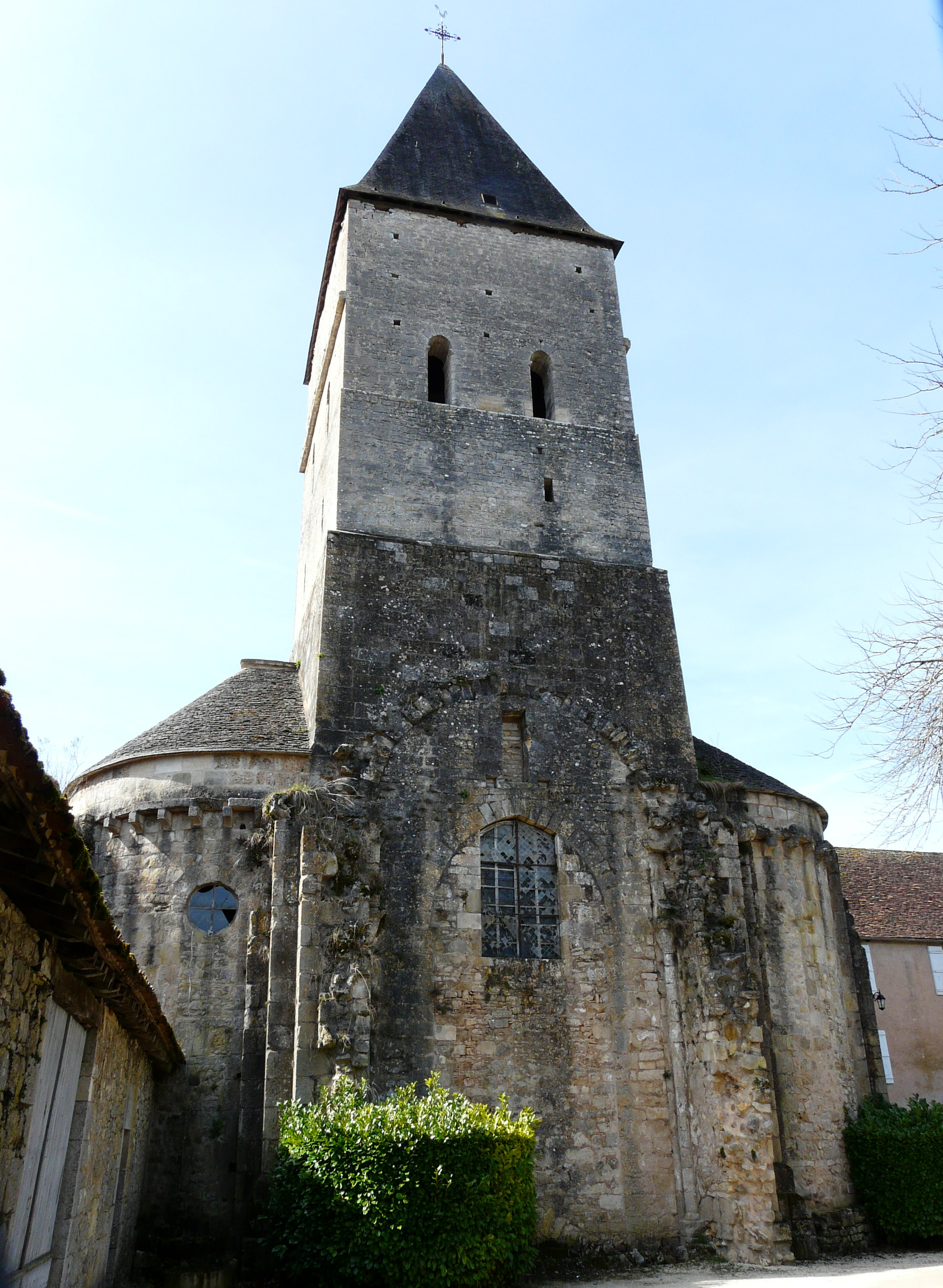
Le clocher est et le chœur triconque (la chapelle est a été détruite).
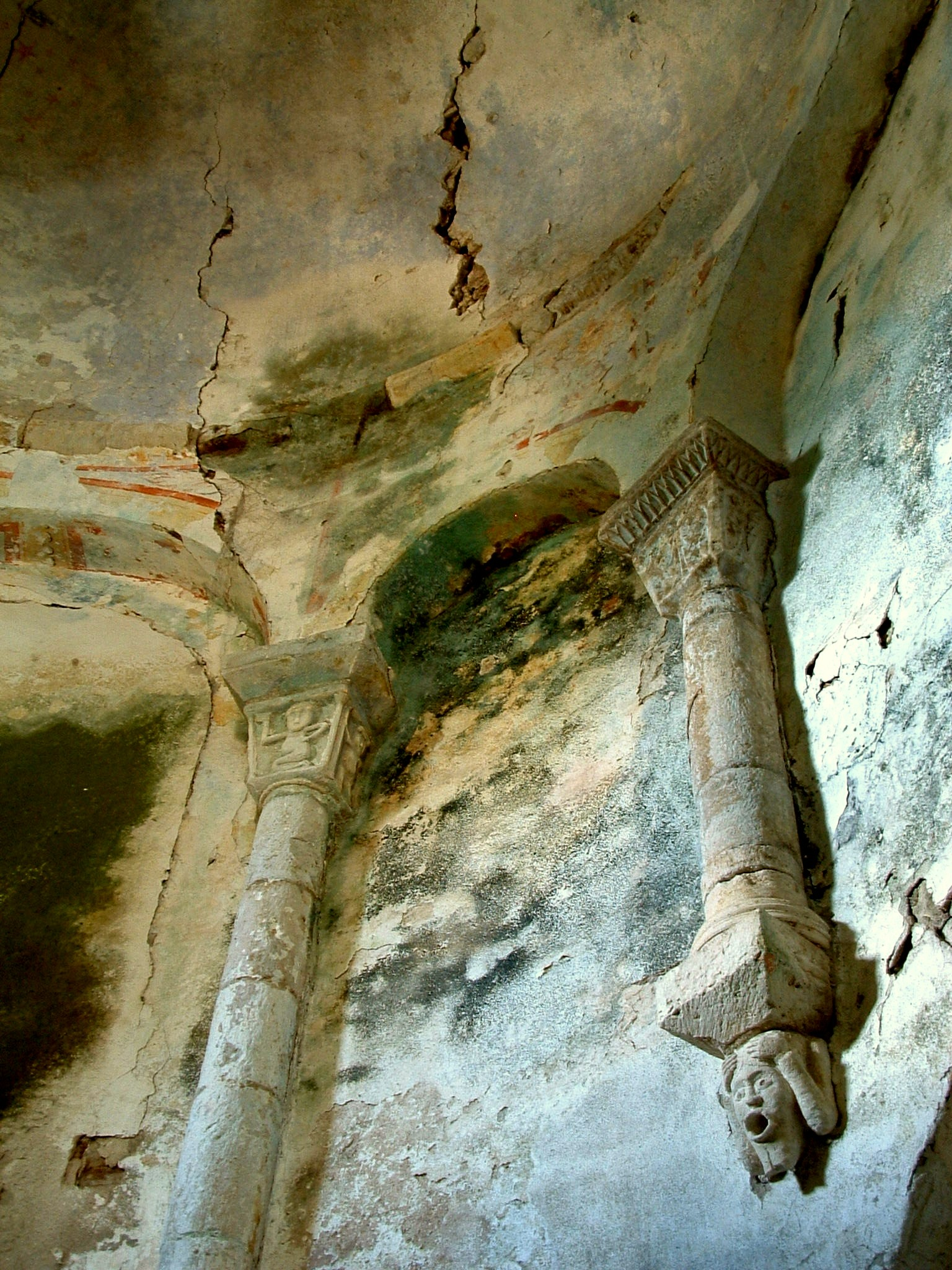
Chœur triconque : colonnettes
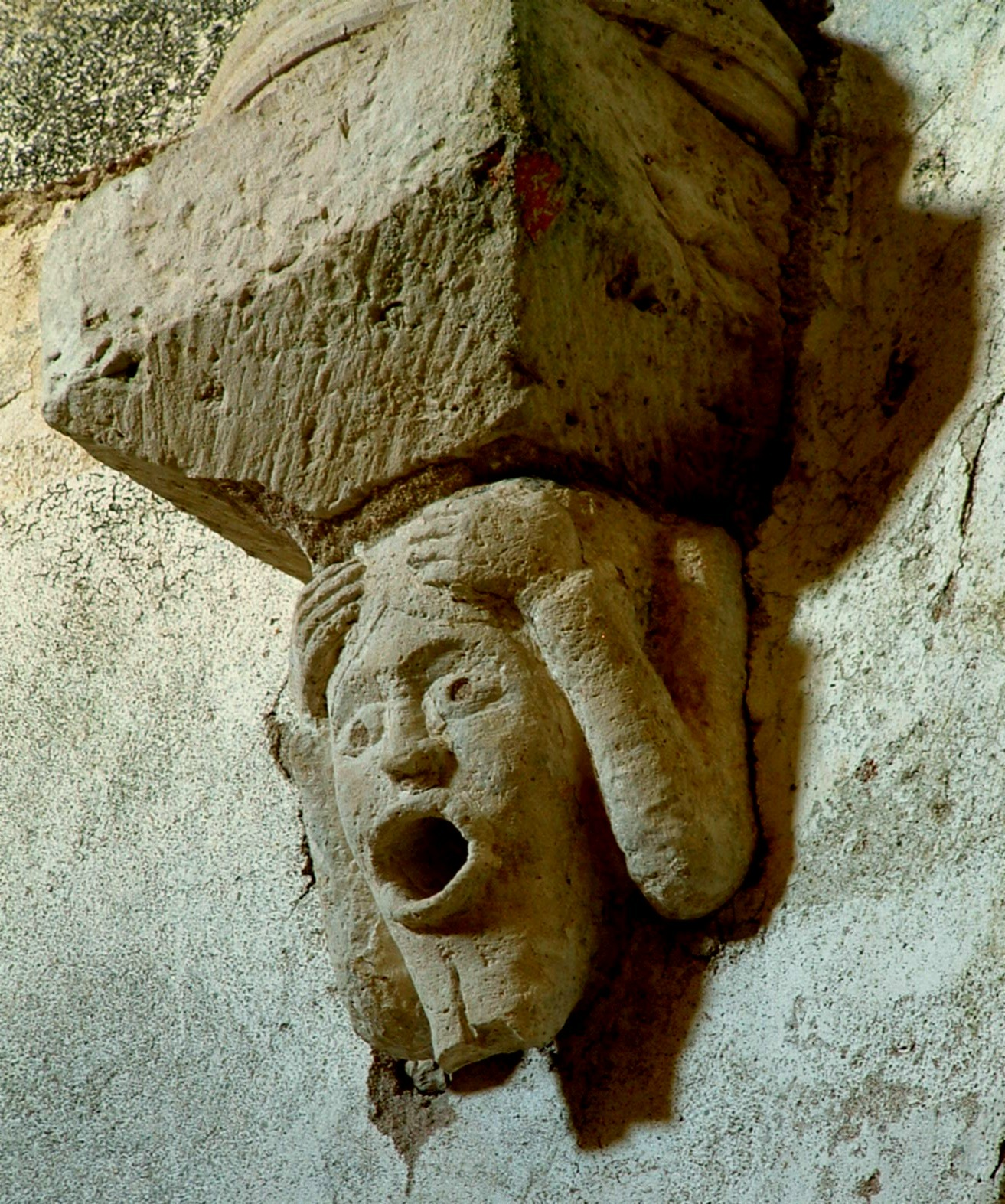
Chœur triconque : appui de colonnette
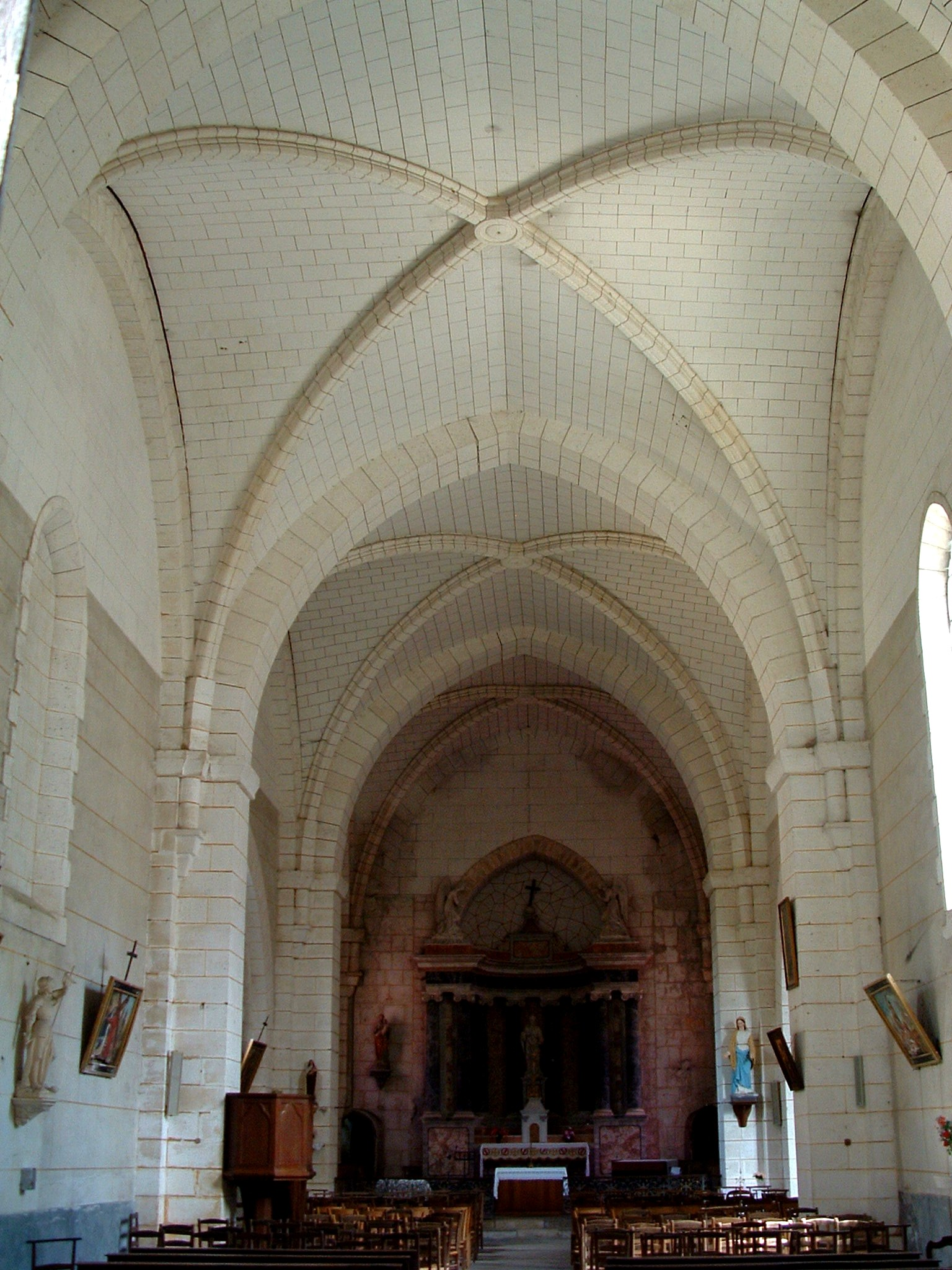
Nef
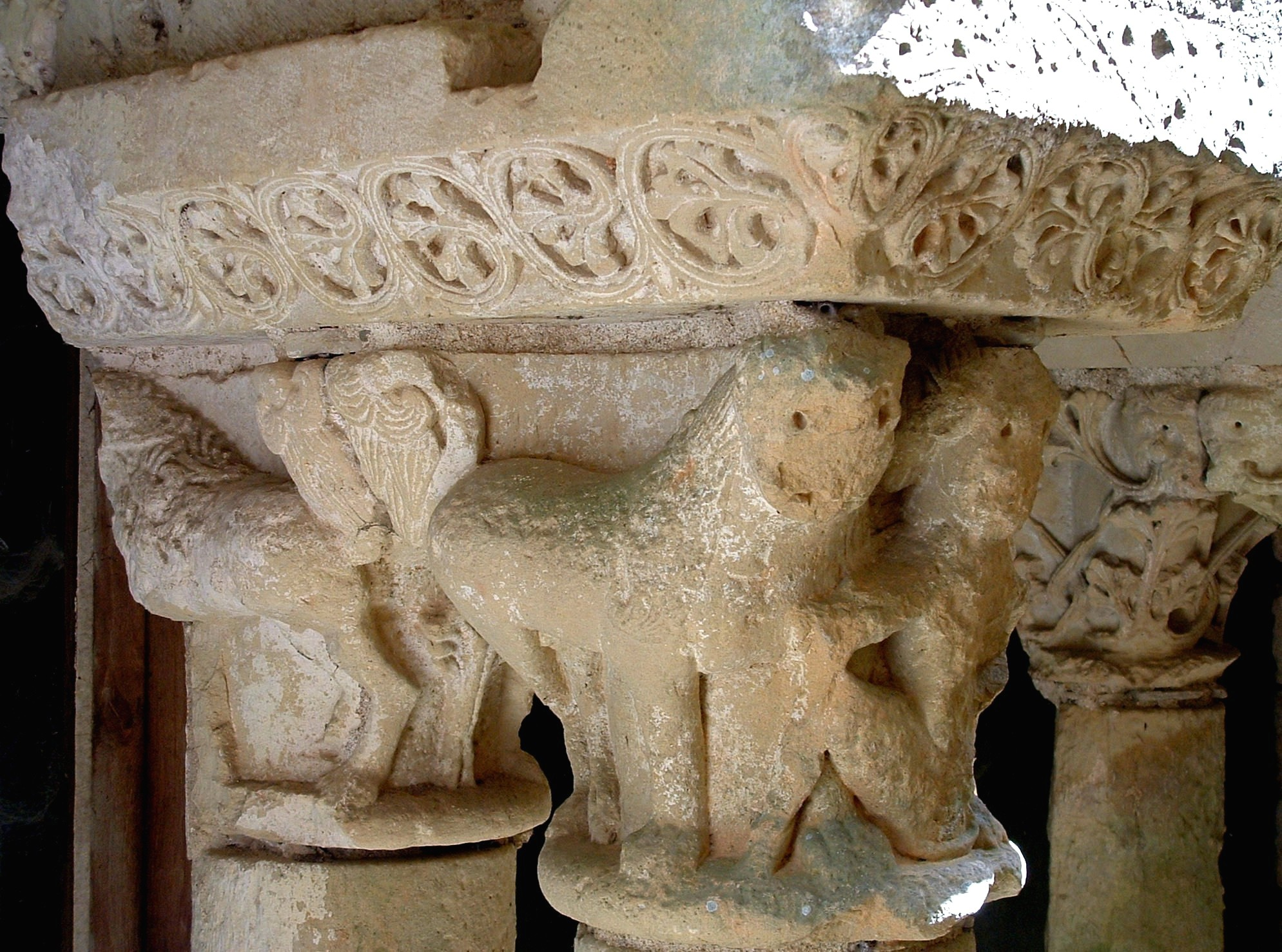
Chapiteau de la salle capitulaire
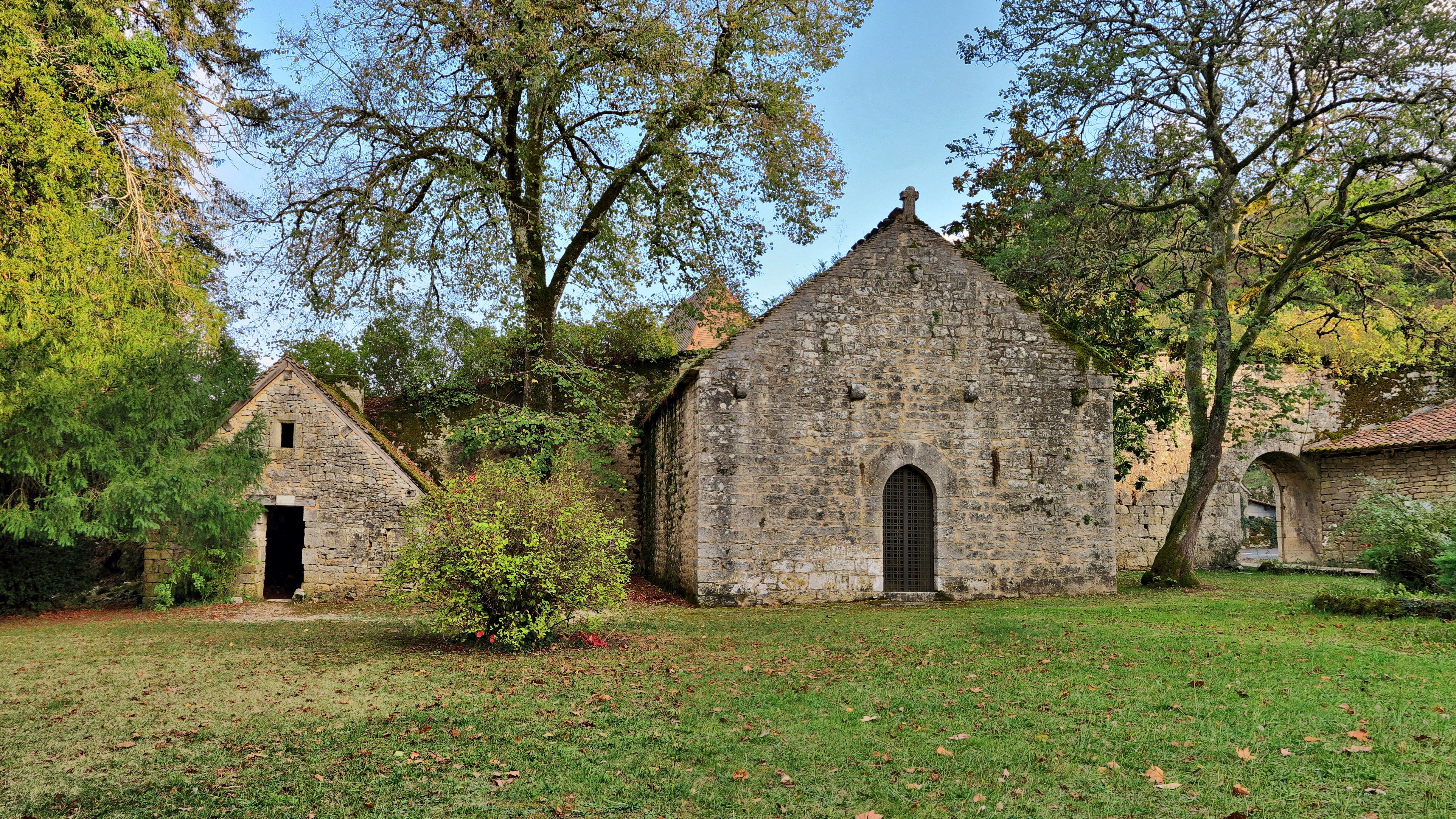
Le four et la chapelle.